# 세계스마트시티기구
세계스마트시티기구(WeGO, World Smart Sustainable Cities Organization)는 ICT기술을 활용하여 스마트시티 및 전자정부 분야의 교류와 협력을 통해 지속가능한 도시발전과 정보격차 해소를 추구하는 국제기구이다.
2010년, 50개 창립회원 도시들이 설립한 세계스마트시티기구(WeGO)는 지방 정부, 스마트기술 솔루션 기업 및 관련 정부 기관으로 구성된다.
세계스마트시티기구 (WeGO)는 전 세계 200개 이상의 회원을 보유하고 있으며 삶의 질 향상, 공공 서비스와 혁신 및 지역 경쟁력 강화를 위한 서비스를 회원들에게 제공한다.

## 설립목적
세계스마트시티기구(WeGO)는 도시의 경제, 사회, 환경적 지속가능성을 보장하고 시민들의 삶의 질 향상, 도시 운명 및 서비스 효율 제고 그리고 경제적 번영 달성을 위해 디지털 기술과 연결성을 (connectivity)을 활용한 혁신적인 도시 발전을 위해 설립되었다.
세계스마트시티기구(WeGO)는 세계도시 간 전자정부·스마트시티 교류협력 촉진을 통한 지속가능한 발전 도모, 스마트시티 지식·공유 전파 및 디지털 역량강화 지원, 스마트시티 솔루션 확산과 세계도시-글로벌 기업간 협력사업 구축 지원을 목적으로 한다.

## 창립배경

### 2008년 서울 전자정부 선언 공동 채택
세계스마트시티기구(구, 세계도시 전자정부 협의체)는 2008년 7월 서울 롯데호텔에서 개최된 『세계 전자정부 시장 포럼』에서 서울시장의 제안으로 35개 도시 시장, 대표들이 “서울 전자정부 선언”을 공동 채택함으로써 창립 발의되었다. 시장, 부시장 19명이 참석하고, CIO(정보화최고책임자) 16명 참석한 포럼에서 세계 전자정부 현재와 미래, 세계도시 전자정부 협력모델 구축(World e-Government, its present and future, building up a model of e-Government cooperation)을 주제로 토론하였다.
선언문의 주요 내용은 다음과 같다.
1. 전자정부 지식과 경험 공유를 통한 도시 간 전자정부 교류 촉진
2. 전자정부 디지털 역량 강화를 통한 안전하고 편리한 도시 창출
3. 보편적 디지털 생활양식 확산, 정보격차 해소를 위한 도시 간 공동 노력 필요

### 2009년 세계도시 CIO 포럼
또한, 2009년 9월 세계 42개 도시 CIO가 서울에 모여 개최한 “세계도시 CIO 포럼”에서는 2010년 창립총회 서울 개최 및 임시의장의 서울시장 수행과 협의체 사무국의 서울 개설 및 2010년 9월 창립총회 개최에 합의하였다.

### 2010년 세계도시 전자정부협의체 창립 총회
세계도시 전자정부 협의체 창립총회는 2010년 9월 7일 서울시에서 세계도시 전자정부 나눔과 번영(e-Sharing for All)을 주제로 개최되었다. UNDESA(유엔경제사회처), UNPOG(유엔거버넌스센터), 행정안전부, 한국방송통신위원회가 후원한 창립총회는 서울시가 전자정부 분야의 글로벌 리더십을 발휘하여, 세계도시간 전자정부 교류협력을 강화하고 이를 통한 세계도시민의 삶의 질 제고와 세계도시의 공동번영에 기여할 세계 도시간 국제협력체인 "세계도시 전자정부 협의체"를 공식 창립하였다.

## 개명
급변하는 글로벌 스마트시티 환경 및 회원들의 니즈에 대응하는 기구의 발전 방향에 따라, 2017년 러시아 울랴놉스크 주에서 열린 제 4차 WeGO 총회에서 세계스마트시티기구, World Smart Sustainable Cities Organization (WeGO)로 개명하였다.

## 조직구성 (거버넌스)
세계스마트시티기구(WeGO)의 조직은 총회, 의장 도시, 부의장 도시, 집행위원회, 지역사무소로 구성된다. 3년마다 개최되는 총회는 기구의 모든 회원을 소집하여 헌장 개정, 기구 운영 관련 안건을 논의 및 의결하고 신임 의장 도시, 부의장 도시, 집행위원을 선출한다. 집행위원회 회원도시들과 진행되는 집행위원회는 매년 개최되며, 신규회원 및 예산 승인 그리고 사업성과를 검토 한다.
2021년 - 2023년 임기
- 의장도시 : 서울시
- 수석부의장 도시 : 멕시코시티
- 부의장도시 : 베이올루, 청두, 마카티, 모스크바, 세베랑페라이
- 집행위원회: 아부자, 베이올루, 청두, 두리켈, 헤브론, 캄팔라, 마카티, 마푸토, 성남시, 서울시, 울란바타르, 울랴놉스크 주, 웰링턴

총회 개최 내역
- 2010년 9월 (WeGO 창립 총회, 서울) : 세계 50개 도시 참석, 의장도시로 서울시 선출
- 2012년 11월 (제2회 총회, 바르셀로나) : 52개 도시, UN 등 국제기구 참석, WeGO Awards 원년 시행, 기업 후원 유치
- 2014년 11월 (제3회 총회, 청두) : 66개 도시, World Bank 등 국제기구 참석, 제4회 총회 개최지로 울랴놉스크(러시아) 결정, 기업 후원 유치
- 2017년 6월 (제4회 총회, 울랴놉스크) : 125개 도시, 제5회 총회 개최지로 마카티(필리핀) 결정, 베요글루 및 멕시코시티에 지역사무소 설치
- 2021년 10월 (제5차 총회, 서울):  98개 도시, 제6회 개최지로 멕시코시티(멕시코) 결정, WeGO 중장기계획 발표 및 공동의장제도 도입 소개

세계스마트시티기구(WeGO)는 총 209개 회원을 보유하고 있다 (지방 정부 158곳, 기업35, 기관 16곳, 2021년 10월 기준) 
대륙별 분포는 아래와 같다.
- 도시 (158) : 아시아 72, 아프리카 47, 유럽 17, 미주 12, 중동 8, 오세아니아 2
- 기업 (35) : 아시아 26, 유럽 8, 미주 1
- 기관 (16) : 아시아 6, 아프리카 8, 미주 1, 유럽 1

## 사무국 및 지역사무소
세계스마트시티기구(WeGO) 사무국은 대한민국 서울 종로구에 위치해 있으며, 사무총장, 사업 및 국제교류협력을 담당하는 사업부와, 그리고 인사, 회계, 규정, 행정을 담당하는 행정운영부로 구성 된다. 그 외 5개의 지역사무소가 운영되고 있으며, 지역 별로 아프리카 (나이지리아, 아부자), 동아시아 (중국, 청두), 유라시아 (러시아, 울랴놉스크 주), 남미 (멕시코, 멕시코 시티), 그리고 지중해 (터키, 베이올루)에 있다. 지역 사무소는 지역 내 네트워크 강화, 회원모집, 그리고 스마트시티 정책 및 지식을 공유하고 사무국의 사업과 활동을 지원하는 중요한 역할을 한다.

## 사업분야
세계스마트시티기구(WeGO)는 도시의 디지털 역량을 강화하고 획기적인 잠재력을 일깨워 혁신적인 솔루션으로 지속가능한 스마트시티 구현을 돕는 글로벌 플랫폼의 역할을 수행한다. 아울러 국제회의, 지역 네트워크, 역량 강화 프로그램, 매치메이킹, 타당성 조사, 파일럿 프로젝트 등을 추진하여 국제 교류, 협력 및 학습을 촉진한다. 
세계스마트시티기구(WeGO)는 매년 회원도시 대상으로 수혜도시를 선정하여 스마트시티 컨설팅 제공 및 파일럿 프로젝트 구축 사업을 진행한다. 설립이후, 14개 해외도시에서 스마트시티 사전타당성조사 사업을 추진하였고, 2015년 하노이에서 시민참여 플랫폼; 2016년 세베랑페라이, 가로등시스템; 2017년 라마르샤, 쓰레기관리; 2018년 다낭, 스마트교통 시스템; 2019년 캄팔라, 스마트주차 등을 실행했다.
또한 스마트시티 최신 동향을 파악 및 지방 지자체의 우수한 사례와 정책 공유를 통해  회원도시들에게 양질의 스마트시티 관련 교육프로그램을 제공한다. 2020년 기준 인재개발원 합동 교육, 한국정보화사회진흥원 합동교육 그리고 청두 지역사무소 합동교육 프로그램을 통해 회원 40여개 도시 802명 공무원에게 스마트시티 역량 강화 연수 프로그램을 제공했다.
세계스마트시티기구(WeGO)는 스마트 시티 관련 국제회의 및 컨퍼런스 개최 및 참여를 통하여 스마트시티 관련 도시, 기관, 기업과의 네트워크를 강화하고 우수 정책 및 기업의 해외 수출을 추진한다. 이를 위해  2017년부터 2020년까지 총 55회 선전도시 및 글로벌 기업 유치를 위한 국제행사를 개최 및 참가하였다. 
2020년 이후 코로나 시국에 적합한 비대면 지식 공유와 네트워킹 사업 확장에 집중하면서 세계스마트시티기구(WeGO)는 본격적으로 온라인 플랫폼을 활용한 사업들을 추진하였고, 2021년 기준 총 16회 스마트시티 국제교류 웨비나를 개최했으며 총 5000명 이상의 참석자가 시청하였다.

## WeGO-국제기구 MOU 및 협력 내역

### WeGO-월드뱅크 협력
개도국 전자정부 구축 및 정보격차해소사업 추진을 위한 서울시-월드뱅크 MOU를 2011년 6월 20일에 체결 하고 전자정부 교육 공동 워크숍 운영(2017~2019년)을 통해 매년 월드뱅크 관계자 참여 세계 전자정부 트렌드 공유 및 서울 전자정부 우수정책을 강의하는 주제별 워크숍을 진행하였다.  

### WeGO-UN 협력
2008년 UN의 세계전자정부시장 포럼, 그리고 서울시에서 주최한 2009년 세계도시 CIO 포럼을 후원하고, UNDESA(유엔경제사회처)와 UNPOG(유엔거버넌스센터)을 공식 후원하였다. 이어서 2011년 1월 3일 WeGO-유엔경제사회처와 MOU 체결하고 공공행정과 개발분야 국제협력 증진을 위한 협약을 하였다.

### WeGO-ITU* 협력
※ ITU(국제전기통신연합): 정보통신기술 분야를 총괄하는 UN 산하의 표준화 전문기구
2015년~2018년 WeGO-ITU 아시아·태평양 전자정부 포럼 공동개최하여 전자정부를 주제로한 ITU 연례 국제행사에 4년 연속 WeGO 세션 운영하였다. 위 행사에선 서울시가 발표를 하고 15개 WeGO 회원도시가 참여하였고, 그 외 2018년, 2019년엔 ITU-부산 영 리더스 포럼에 연사로 참여하였다. 

### WeGO-아프리카개발은행 협력
2020년 11월 30일~12월18일 세계스마트시티기구(WeGO)는 아프리카 개발은행과 WeGO 스마트시티 온라인 교육연수 공동 주최했다.  “도시회복력을 위한 디지털 정부 및 스마트시티”라는 주제로 강의 구성, 온라인 콘텐츠 제작, 강의자 섭외 및 홍보 관련 협력을 통해 온라인 연수를 3주 간 운영됐다. 본 온라인 연수 프로그램을 ITU Academy 플랫폼에서 진행됐으며 WeGO 회원 26개 도시 93명 참가 하였다.

### 소셜미디어 링크
- 유튜브 : https://www.youtube.com/c/WeGOSecretariat
- 트위터 :  https://twitter.com/WeGovOrg
- 페이스북 : https://www.facebook.com/WeGovOrg
- 링크드인 : https://www.linkedin.com/company/3763158